# La Puebla de Valdavia
La Puebla de Valdavia és un municipi de la província de Palència a la comunitat autònoma de Castella i Lleó.

## Demografia
| 1991 |  | 1996 |  | 2001 |  | 2004 |
| ---- |  | ---- |  | ---- |  | ---- |
| 209  |  | 174  |  | 152  |  | 148  |